# Bobrowice (województwo zachodniopomorskie)
Bobrowice (niem. Alt Bewersdorf) – wieś w Polsce położona w województwie zachodniopomorskim, w powiecie sławieńskim, w gminie Sławno.
Wieś leży przy drodze krajowej nr 6. Miejscowość przekształca się stopniowo w południowo-zachodnie przedmieście Sławna. W Bobrowicach znajduje się szkoła podstawowa im. generała Augusta Emila Fieldorfa.
W latach 1954–1957 wieś należała i była siedzibą władz gromady Bobrowice, po jej zniesieniu w gromadzie Sławno. W latach 1975–1998 miejscowość administracyjnie należała do województwa słupskiego.